# Haus zum Walfisch
La Haus zum Walfisch (litt. « Maison de la Baleine » en allemand) est une maison bourgeoise de style gothique tardif située dans le centre historique de Fribourg-en-Brisgau, dans le Bade-Wurtemberg, en Allemagne.
Le bâtiment classé Monument historique est actuellement utilisé par la Sparkasse Freiburg-Nördlicher Breisgau, la caisse d'épargne Fribourg-Nord-Brisgau. Il fait partie d'un complexe qui se composait autrefois de 17 bâtiments distincts. La façade de la maison donne sur la Franziskanerstraße, tandis que la façade arrière est située sur la Gauchstraße, près de la place Kartoffelmarkt.
Le bâtiment a été rendu mondialement célèbre par le film d'horreur Suspiria de Dario Argento en 1977, où il fait office d'école de danse. L'essentiel du film s'y déroule. 

## Historique

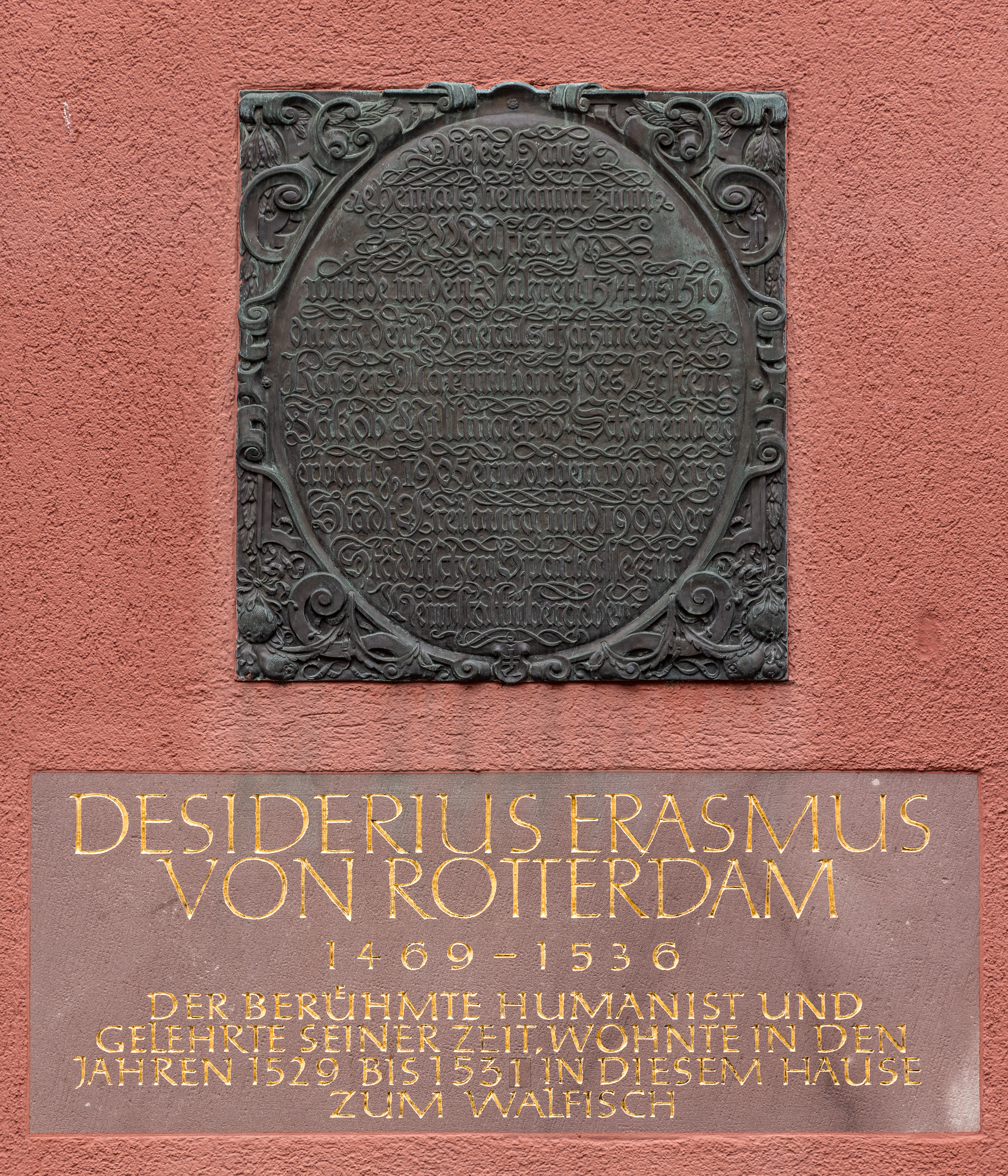
Plaque en l'honneur Érasme sur la façade de la Haus zum Walfisch.

À l'endroit où se trouve aujourd'hui la Haus zum Walfisch, il y avait trois maisons de 30 × 15 mètres : la Haus Zum Blattfuß, la Haus Zum Sampson et la Haus Zum Ofenhaus. Jakob Villinger von Schönenberg (1480-1529) avait une demeure depuis 1506 dans la Barfüßergasse (aujourd'hui Franziskanergasse). On pense qu'il venait soit de Sélestat en Alsace, soit de Fribourg-même, et à partir de 1510, il est devenu trésorier général du duc Maximilien Ier. Après avoir reçu sa citoyenneté, Jakob Villinger a soumis une demande au conseil municipal pour commencer les travaux de construction. Ludwig Villinger, probablement le frère de Jakob,,, a acheté le bâtiment adjacent en 1514 et l'a démoli dans l'intention de construire un « bâtiment prestigieux », bien que le conseil municipal n'ait pas accordé le permis de construire avant 1516. Ce n'est qu'en 1517 qu'il a été possible d'habiter la Haus zum Walfisch, construite sur le site des maisons d'origine. Les murs mitoyens existants ont été intégrés dans le nouveau bâtiment. Comme Villinger avait « construit une maison remarquable », la même année, le conseil municipal lui a permis d'agrandir sa propriété en construisant d'autres maisons dans la Gauchstraße, à l'arrière de la maison, à condition qu'il s'agisse de nouveaux "logements domestiques" construits dans la Schiffstraße. Sur le terrain restant, un « jardin d'agrément » a été construit. L'appellation « Haus zum Walfisch » est documenté dans le Herrschaftsrechtsbuch (livre des propriétés individuelles) de 1565, bien que la numérotation des maisons n'ait été établie à Fribourg qu'en 1806,. L'historien fribourgeois Peter Kalchthaler suggère qu'il pourrait y avoir un lien entre le nom de la maison et l'histoire de Jonas et la Baleine dans la Bible .
Comme l'indique la façade du bâtiment, l'humaniste Érasme de Rotterdam a vécu dans la maison Villinger après son évasion de Bâle. Cependant, lors de son arrivée à Noël 1529, la maison n'était toujours pas achevée.